# سفارة تركيا في ألمانيا
سفارة تركيا في ألمانيا هي أرفع تمثيل دبلوماسي لدولة تركيا لدى ألمانيا. تقع السفارة في برلين وهي تهدف لتعزيز المصالح التركية في ألمانيا.

## وصلات خارجية
- الموقع الرسمي
- قائمة سفارات تركيا
- قائمة السفارات في ألمانيا